# Список бодібілдерів-професіоналів
Перелік професійних бодібілдерів-чоловіків - перелік всіх відомих чоловіків-бодібілдерів починаючи від зародження бодібілдинга до нинішнього часу.

## А
- Дайо Ауді
- Арнольд Швацнегер

## Б
- Самір Баннут
- Мохаммед Беназіза
- Орвілл Бурк
- Альберт Беклес
- Олександр Білоус

## В
- Бренч Воррен
- Денніс Вольф
- Роллі Вінклаар
- Кейсі Ваятор
- Скотт Вілсон
- Білл Вілмор

## Г
- Шон Рей
- Річ Гаспарі
- Кай Грін

## Д
- Декстер Джексон
- Кріс Дікерсон
- Майкл Джонсон
- Роландо Дантес
- Кріс Дім

## Е
- Майк Ешлі
- Мелвін Ентоні
- Мбоя Едвардс

## Є
- Доріан Єйтс

## З
- Френк Зейн

## К
- Кріс Корм'є
- Потер Котрелл
- Джей Катлер
- Франко Коломбо
- Ронні Коулмен
- Свенд Карлсен
- Кріс Кук
- Брендон Каррі
- Андрій Кухарчук

## Л
- Кевін Леврон
- Лі Лабрада
- Аарон Лінкс

## М
- Седрік МакМіллан
- Віктор Мартінес
- Майк Ментцер
- Стен МакКой

## О
- Серхіо Оліва

## П
- Річ Піана
- Лі Пріст
- Едсон Прадо
- Том Платц

## Р
- Маркус Рюль
- Шон Рей
- Роббі Робінсон
- Стів Рівз
- Раймонд Рутледж
- Даліп Сінгх Рана
- Кларенс Росс
- Ронні Рокел

## С
- Нассер Ель Сонбаті
- Гаррі Стрідом
- Ларрі Скотт
- Річард Сандрак
- Євген Сандов
- Джоел Стаббс
- Френк Салдо
- Сільвіо Самуель

## Т
- Вінс Тейлор

## У
- Флекс Уіллер
- Джо Уайдер
- Кен Уоллер

## Ф
- Майк Франсуа
- Лу Ферріньйо

## Х
- Лі Хейні
- Філ Хілл
- Девід Хенрі
- Ахмад Хайдар

## Ц
- Еван Центопані

## Ч
- Даррем Чарльз
- Маркос Чакон

## Ш
- Арнольд Шварценеґґер
- Гюнтер Шлієркамп
- Армін Шольц
- Рашид Шабазз